# Peristylus tobensis
Peristylus tobensis är en orkidéart som beskrevs av Johannes Jacobus Smith. Peristylus tobensis ingår i släktet Peristylus och familjen orkidéer. Inga underarter finns listade i Catalogue of Life.